# Joseph Franz
Joseph Franz est un acteur et réalisateur américain né le 12 octobre 1884 à Utica et décédé le 9 septembre 1970 à Los Angeles.

## Filmographie

### Comme acteur
- 1913 : A Hasty Jilting
- 1913 : His Father
- 1913 : The Circuit Rider of the Hills
- 1913 : The Frontier Twins Start Something
- 1913 : When Spirits Walk
- 1914 : A Frontier Romance
- 1914 : A Rose of Yesterday
- 1914 : Abide with Me
- 1914 : Brother for Brother
- 1914 : Cattle
- 1914 : Crossroads
- 1914 : Dolly's Deliverance
- 1914 : Four Days
- 1914 : Her Birthday Present
- 1914 : Her Brother
- 1914 : His Dress Rehearsal
- 1914 : His Younger Brother
- 1914 : In the Hollow of an Oak
- 1914 : Joe's Retribution
- 1914 : Man's Best Friend
- 1914 : Nugget Nell's Ward
- 1914 : On the Verge
- 1914 : Put Yourself in His Place
- 1914 : So Shall Ye Reap
- 1914 : Strange Evidence
- 1914 : The Bandit of Devil's Gap
- 1914 : The Broken Barrier
- 1914 : The Circle of Gold
- 1914 : The Fatal Card
- 1914 : The Fight in Lonely Gulch
- 1914 : The Girl Bandit
- 1914 : The Girl and the Hobo
- 1914 : The Girl from Texas
- 1914 : The Gun Men of Plumas
- 1914 : The Heart of Smiling Joe
- 1914 : The Hello Girl of Angel Camp
- 1914 : The Janitor's Son
- 1914 : The Man in the Attic
- 1914 : The Mind's Awakening
- 1914 : The Moccasin Print
- 1914 : The Mystery of Buffalo Gap
- 1914 : The Outlaw's Daughter
- 1914 : The Poison
- 1914 : The Ranger's Reward
- 1914 : The Runaway
- 1914 : The Rustler Outwitted
- 1914 : The Scarecrow's Secret
- 1914 : The School Teacher at Angel Camp
- 1914 : The Sheriff's Deputy
- 1914 : The Sheriff's Story
- 1914 : The Strange Signal
- 1914 : The Turning Point
- 1914 : The Winning Stroke
- 1914 : Under Arizona Skies
- 1914 : When Memory Recalls
- 1914 : Won by Wire
- 1915 : Christmas at Lonesome Gulch
- 1915 : Gangsters of the Hills
- 1915 : The Decree of Destiny
- 1915 : The Law at Silver Camp
- 1915 : When Shadows Fall
- 1918 : The Pretender : Percival Longstreet
- 1919 : Life's a Funny Proposition de Thomas N. Heffron : Horace Pendleton
- 1919 : The Devil's Trail (en) de Stuart Paton
- 1919 : The End of the Game de Jesse D. Hampton : réceptionniste de l'hôtel
- 1919 : The Mints of Hell de Park Frame : Sergent Blake
- 1928 : Easy Come, Easy Go (en) de Frank Tuttle : Détective
- 1934 : Good Dame (en) de Marion Gering : Détective Scanlon
- 1936 : L'Appel de la folie (College Holiday) de Frank Tuttle : Flic
- 1939 : I'm from Missouri (en) de Theodore Reed : Timekeeper (non crédité)
- 1939 : Invitation au bonheur de Wesley Ruggles : Reporter (non crédité)

### Comme réalisateur
- 1914 : On the Verge
- 1914 : The Gun Men of Plumas
- 1915 : His Real Character
- 1915 : The Connecting Link
- 1915 : The Ghost Wagon
- 1915 : The Queen of Jungle Land
- 1915 : The Superior Claim
- 1915 : What the River Foretold
- 1916 : The Dawn Road
- 1916 : The Telegraph Operator's Daughter
- 1919 : A Sagebrush Hamlet (en)
- 1919 : Bare-Fisted Gallagher (en)
- 1919 : Dangerous Waters
- 1919 : The Blue Bandanna
- 1919 : The Gray Wolf's Ghost (en)
- 1920 : A Broadway Cowboy
- 1920 : The Parish Priest
- 1921 : The Cave Girl
- 1921 : Fightin' Mad (en)
- 1922 : Janette institutrice (The New Teacher)
- 1922 : Smiling Jim (en)
- 1922 : The Love Gambler
- 1922 : Tracks
- 1922 : Youth Must Have Love (en)
- 1923 : Alias the Night Wind (en)
- 1923 : Stepping Fast (en)
- 1924 : Horseshoe Luck
- 1924 : The Pell Street Mystery (en)
- 1926 : Blue Blazes (en)
- 1926 : The Desperate Game (en)